# Cruz de Hierro

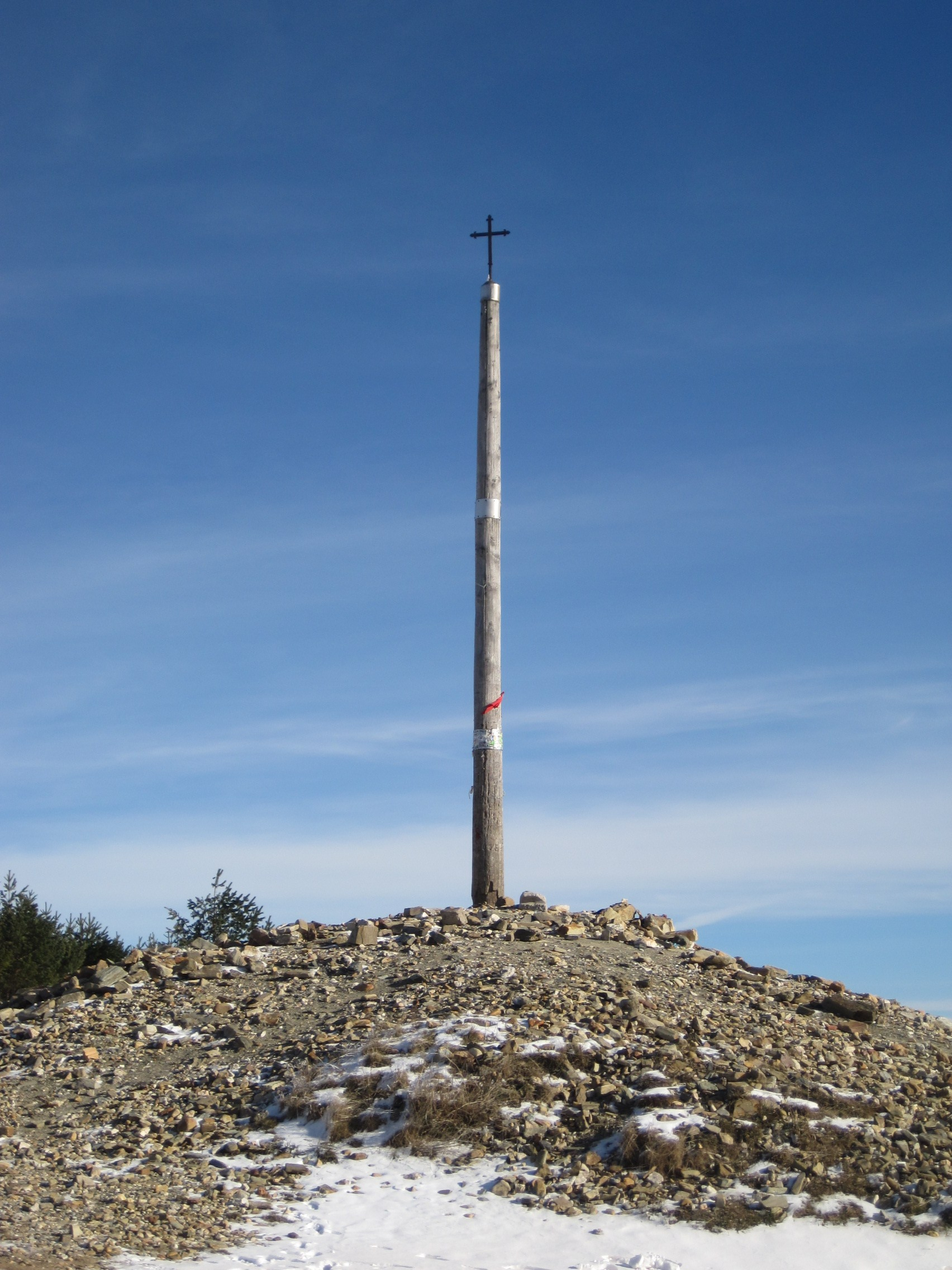
Cruz de Hierro

La Cruz de Hierro (croce di ferro) è uno dei luoghi più importanti del Cammino di Santiago
Si trova nei Montes de Leon, a pochi chilometri da Foncebadón e a quasi 250 km da Santiago di Compostela. È uno dei punti più significativi del Camino de Santiago per la sua importanza simbolica. 

## Tradizione
Vi è una forte tradizione che include un rituale che molti pellegrini sono soliti compiere, che consiste nel trasporto di una pietra, di una dimensione proporzionata ai peccati di cui ci si vuole liberare, dal punto di partenza del Cammino fino alla Cruz de Hierro, e una volta lì, viene posta nel mucchio di pietre che sostiene la croce. Questo simboleggia liberarsi da quei peccati mediante il sacrificio.
Altre persone, in aggiunta o in sostituzione della pietra, depositano oggetti personali, ai piedi della croce, che gli conferisce un aspetto tra pittoresco e mistica.
Anticamente al posto della Cruz sorgeva un tempio pagano dedicato a Mercurio che era anche il protettore dei cammini.

## Caratteristiche

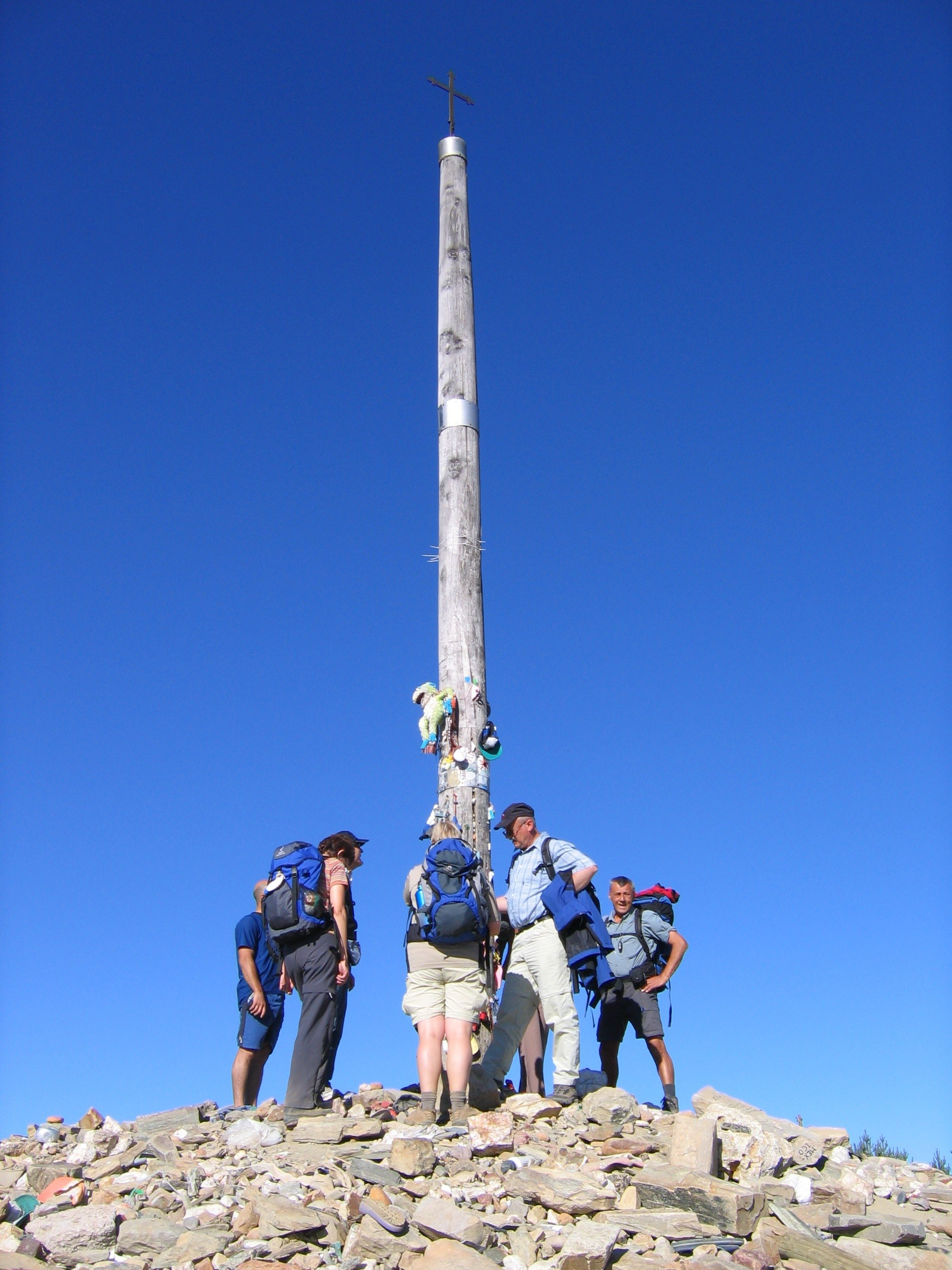
Pellegrini alla croce

È costituita da un palo di legno di circa cinque metri di altezza, sormontato da una croce di ferro, una replica dell'originale è conservato nel Museo dei modi di Astorga.
Alla sua base, nel corso degli anni, si è andata formando una collinetta. La leggenda narra che quando hanno costruito la Cattedrale di Santiago di Compostela, i pellegrini sono stati invitati a contribuire portando una pietra.